# Echites puntarenensis
Echites puntarenensis är en oleanderväxtart som beskrevs av J.F.Morales. Echites puntarenensis ingår i släktet Echites och familjen oleanderväxter. Inga underarter finns listade i Catalogue of Life.